# Carvalho (apelido)

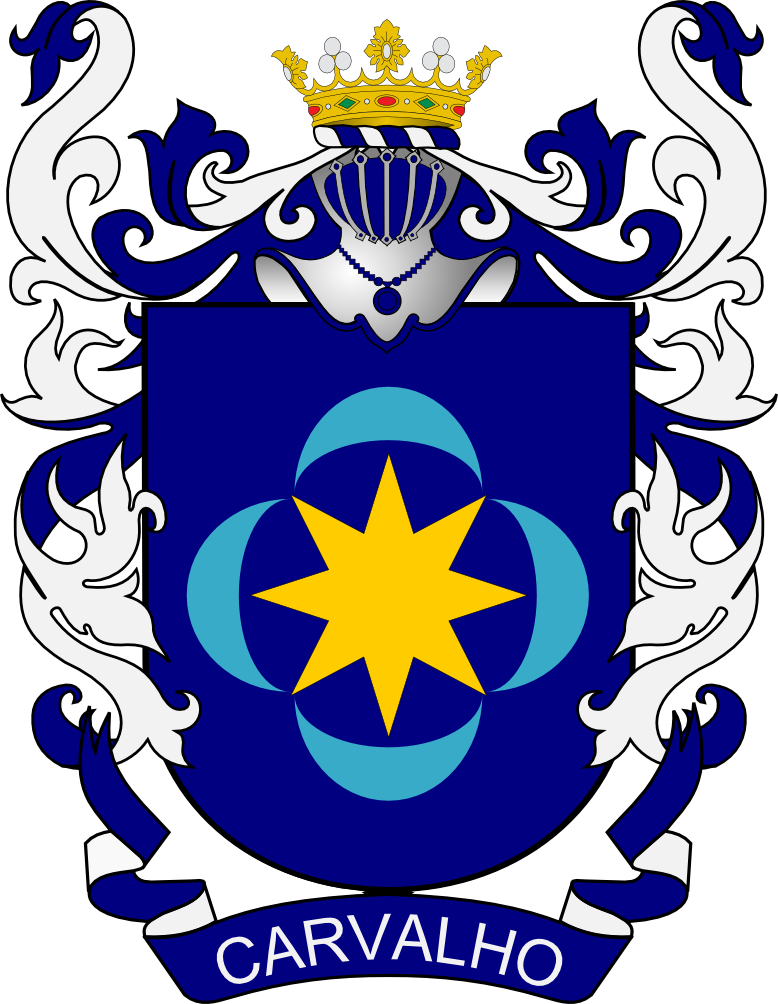
Brasão de armas da família Carvalho, coroado com titulo de Marquês.

O sobrenome Carvalho ou de Carvalho (ou Carvallo) é frequente em Portugal e Espanha, onde há várias famílias, não necessariamente relacionadas.[carece de fontes?]

## Topônimos de origem

### Portugal
- Carvalho, em Penacova
- Carvalho, distrito de Coimbra
- Carvalho, Ceira

### Galiza
Vem dos vários topônimos na Galiza de mesmo nome.

## Visão geral
O ramo português de Carvalho, presente em toda a lusosfera, é um sobrenome de origem toponímica e o ramo fidalgo é possivelmente hereditária mediante um patriarca, ou seja, tem origem na Quinta de Carvalho, dada a Mem Paz de Carvalho. Há várias famílias com este sobrenome, a mais antiga parece ser a do referido patriarca e nobre, que viveu na dita quinta, freguesia de São Miguel de Carvalho, de onde tirou o sobrenome, que se localiza hoje no distrito de Braga. Mem Paz era filho de Paio de Carvalho, fidalgo do rei Dom Afonso Henriques (ca. 1106-1185) em 1136, filho de Moninho Muniz, padroeiro do mosteiro de Arnoia, em Portugal, e neto de dom Garcia Muniz.
Outra família tem origem nas terras do Carvalho, concelho de Penacova, na serra do Carvalho, em Portugal. O morgado de Carvalho foi instituído por Bartolomeu Domingues, descendente de Domingos Feirol e dona Belida. De Bartolomeu nasceu Soeiro Gomes de Carvalho, contemporâneo do rei dom Dinis, no século 13, que deu seguimento a uma linhagem.
Esse sobrenome também se encontra entre os judeus portugueses, embora as linhas paternas associadas a tal grupo étnico, J1, J2 e E-M215, sejam de baixa frequência e se refere a ideia de longevidade e resistência, características típicas desse tipo de árvore. Carvalho também é um sobrenome toponímico, ou seja, referente as características do local onde um determinado grupo de pessoas morava.

## Frequência e Prevalência

### Galiza
Os Carvalhos provavelmente vieram a Portugal desde Galiza, como se atesta em vários topônimos (veja abaixo em Links Externos). Tem a grafia conforme RAG como Carballo, com grande prevalência em Vigo e com grande densidade em Triacastela, As Nogais, A Maceda, Sarreaus, Os Brancos,  Esgos etc.

## Etimologia
Sua origem geográfica é tomada da árvore do carvalho, possivelmente da raiz Carwos, árvore do carvalho. A palavra em latim é Quercus, daí a origem ser nativa, em galaico.
Carwalios viria da língua galaica, ramo hispano-celta, cujo significado seria "Lugar de ceva dos Cervos".

## História
A antiguidade da Família Carvalho tem comprovada pela constatação de uma doação feita ao mosteiro de Lorvão, em 1131, assinada por Pelagius Carvalis (Payo Carvalho), senhor de toda a terra em que hoje está o Morgado de Carvalho, que foi instituído por seu neto Bartolomeu Domingues, e é o mais antigo Morgado em Portugal.
O registo heráldico tem o Brasão da Família Carvalho, um dos 72 brasões das 72 famílias principais da alta nobreza de Portugal no século XVI, que foram pintados no teto da Sala dos Brasões do Paço Real de Sintra por ordem de D. Manuel I, o Venturoso, (1469–1521), 14.º Rei de Portugal, de 1495 a 1521, que escolheu esses 72 brasões quando mandou reorganizar e qualificar a nobreza portuguesa tendo por objetivo: escolher as famílias mais ilustres do Reino, em honra, história e bens, no século XVI.
A mais ilustre Família portuguesa com este sobrenome e varonia talvez seja a do Marquês de Pombal, ainda que não tenha, porventura, a chefia da antiga Família Carvalho portuguesa. Tem-se decerto são descendentes de D. Afonso Henriques.
Existem registros deste sobrenome desde o século XII. Em antigos registros consta como Carvalio.
A família Carvalho tem solar no antigo Morgado de Carvalho, em terra de Coimbra, Concelho de Penacova, ao pé da famosa Serra do Carvalho fundado por D. Bartolomeu Domingues que a recebe do rei João de Aviz por serviços prestados ao reino durante a batalha de Aljubarrota (ver abaixo), sendo considerado então um dos homens mais nobres de Portugal, recebe o morgado do Carvalho, sendo o primeiro morgado de Portugal, dada tamanha honraria, seu filho Soeiro Lopes Domingues adota, em 1386, o nome de Soeiro Gomes de Carvalho, O primeiro a dar o sobrenome Carvalho, comprovadamente aceito. Em tempo: atualmente aceita-se como o primeiro da linhagem Pelagius Carvalis (Pelayo Carvalho), tetravô de Dom Bartolomeu Domingues.
Aqueles do século XIV, membros da honorável Casa dos Carvalho, viveram no tempo em que uma das maiores façanhas das armas da história de Portugal teve lugar, a saber, a batalha de Aljubarrota, travada em 14 de agosto de 1385, próxima da assim denominada cidade, localizada no centro de Portugal.
O rei castelhano, Juan I, reclamava a coroa de Portugal. A grande maioria dos portugueses, incluindo muitos dos membros da família Carvalho, não estavam dispostos a aceitar um rei espanhol, razão pela qual escolheram João, mestre de Aviz, como seu líder.
Juan I invadiu Portugal confiante no valor de seu exército, que contava com vinte e dois mil cavaleiros e soldados, e esperava o apoio de nobres portugueses que o tinham como legítimo herdeiro. Ao contrário, João, que tinha sido proclamado rei de Portugal havia apenas quatro meses, estava apto para reunir tão somente uns meros sete mil homens.
Os cavaleiros castelhanos, crendo em sua própria superioridade e ignorantes do terreno, resolveram atacar. O triunfo português em Aljubarrota, uma fonte de honra para todos, incluindo os atuais portadores do nome de família Carvalho, não só preservou sua independência nacional, mas também marcou a supremacia política das classes burguesas de Portugal, que tinham preparado e feito a revolução de 1383 e escolhera a João de Aviz como rei, demostrando vantagem da infantaria, organizadas de maneira democrática, que lentamente iam anulando o valor da cavalaria medieval.
Nesta mesma vila nasceu também um dos mais ilustres portugueses, o Arquiteto da Lisboa Pombalina, Eugénio dos Santos Carvalho.

## Antroponímia medieval
Os Nobres recebiam como apelidos o nome de seu pai, acrescido do sufixo -es, e depois o toponímico de origem hereditária, como o Mem (ou Mendo ou Hermenegildo) filho de Paio, logo Paz ou Pais ou Paes, e a Honra de Carvalho.
Na genealogia ibérica, os sobrenomes nem sempre eram passados de pai para filho, só os primogênitos os herdavam, logo outros filhos recebiam outro sobrenome do pai ou do avô.

## Genética
Embora haja poucas amostras dada a enormitude de seus descendentes, os Carvalhos analisados são destes haplogrupos masculinos:
1. E-M35 - 2 amostras, uma pertencente a E-V13
2. G-M201 - 2 amostras
3. I-M253 - 2 amostras
4. J-ZS4349 - 1 amostra

As origens podem ser diversas a depender do refinamento dos sub-haplogrupos, os que possuem sobrenome Carvalho, mas não como o último:
1. R1b - 223 amostras
2. J2 - 58 amostras
3. E1b1b - 53 amostras
4. G - 29 amostras
5. I2 - 26 amostras
6. J1 - 24 amostras
7. R1a - 19 amostras
8. T - 13 amostras
9. O - 7 amostras
10. L - 3 amostras
11. Q - 3 amostras
12. N - 1 amostra